# Antonio Martín Velasco
Antonio Martín Velasco (Madrid, 24 maggio 1970 – Torrelaguna, 11 febbraio 1994) è stato un ciclista su strada spagnolo.
Professionista dal 1992, vincitore della classifica giovani al Tour de France 1993, morì prematuramente in seguito a un incidente con un'automobile durante un allenamento.

## Carriera
Nella sua breve carriera professionistica, cominciata nel 1992 tra le file del team Amaya Seguros, si segnalò soprattutto come corridore adatto alle corse a tappe. Nel 1992 si piazzò secondo alla Vuelta a Murcia e alla Vuelta a la Rioja, terzo alla Volta Ciclista a Catalunya, sesto alla Vuelta a Castilla y León, settimo nella Vuelta a Galicia e ottavo alla Vuelta a Aragón, mentre nel 1993 fu terzo sia alla Volta Ciclista a Catalunya che alla Vuelta a Castilla y León.
Nelle corse in linea fu invece secondo nella Prueba Villafranca de Ordizia nel 1992 e alla Clásica a los Puertos de Guadarrama nel 1993 e decimo nella Escalada a Montjuïc sempre nel 1993.
Il Tour de France 1993 segnò la sua prima e unica partecipazione a una grande corsa a tappe. In quella Grande Boucle Martín Velasco concluse al dodicesimo posto della classifica generale, risultato che gli valse anche la vittoria della maglia bianca simbolo della speciale classifica dei giovani. In quel Tour fu anche undicesimo nella decima tappa che arrivava a Serre Chevalier e nono nella quindicesima che invece sconfinava ad Andorra.
Anche suo fratello David Martín Velasco fu un ciclista.

## Palmarès
- 1984

Campionati spagnoli, Prova in linea Dilettanti
- 1992

Hucha de Oro
- 1993

5ª tappa Volta Ciclista a Catalunya

### Altri successi
- 1993

Classifica giovani Tour de France
Criterium di Alcala de Chivert

## Piazzamenti

### Grandi Giri
- Tour de France

1993: 12º